# 한스 오스터
한스 파울 오스터(독일어: Hans Paul Oster: 1887년 8월 9일-1945년 4월 9일)는 독일 국방군 장성으로, 1938년에서 1943년 사이 비더슈탄트의 지도적 인물이었다. 국방군 정보기관인 해외방첩청 중앙국장(해외방첩청장 빌헬름 카나리스를 보좌하는 2인자)로서 첩보공작을 가장하여 나치에 저항하는 작전을 수행하기에 적격인 위치에 있었다.
1938년 9월 오스터 음모사건을 꾸몄으나 실패했다. 1943년 해외방첩청 장교들이 유대인들의 독일 탈출을 돕는다는 의심이 불거지면서 체포당했다. 1944년 7·20 음모가 실패로 돌아간 뒤 게슈타포가 카나리스 청장의 비망록을 입수함에 따라 오스터가 오랫동안 벌여온 반나치 공작의 전모가 드러났다. 1945년 4월, 그는 플로센뷔르크 강제수용소에서 카나리스, 디트리히 본회퍼와 함께 교수형에 처해졌다. 향년 57세.